# Vụ kiện lạm dụng tình dục trẻ em của Michael Jackson năm 1993
Vào mùa hè năm 1993, Evan Chandler đã cáo buộc Michael Jackson có hành vi lạm dụng tình dục đối với con trai 13 tuổi của ông ta, Jordan. Mối quan hệ giữa Jackson và Evan đã bắt đầu vào tháng 5 năm 1992; Chandler đã chủ động muốn kết bạn, và khoác lác về mối quan hệ này. Tình bạn này được biết đến rộng rãi bởi các tờ báo lá cải khi họ nói rằng Jackson đã trở thành một thành viên của gia đình Chandler.
Trong tháng 6 năm 1993, Chandler đã nói với người vợ cũ của mình - June, người đang chăm sóc Jordan, về việc nghi ngờ rằng con trai của họ đang ở trong một mối quan hệ không đứng đắn với Jackson nhưng June đã bác bỏ những lo lắng của ông ta. Theo một số nguồn tin, Chandler đã đe dọa sẽ đi đến sở cảnh sát với những bằng chứng ông đã có về vấn đề với Jackson, và nhờ luật sư Bert Fields can thiệp vào vụ việc. Luật sư của Chandler, Barry K. Rothman, đã gọi bác sĩ tâm thần Mathis Abrams và báo cáo một tình huống giả về việc bị lạm dụng tình dục đối với con trai ông ta.
Không cần gặp Jordan, Abrams sau đó đã gửi cho Rothman một bức thư vào ngày 15 tháng 7, trong đó nêu là có "những nghi ngờ có căn cứ" của việc lạm dụng tình dục và nếu nó đã xảy ra, ông sẽ nhận được yêu cầu từ pháp luật để liên hệ với Phòng Dịch vụ trẻ em Los Angeles. Ngày 4 tháng 8, Chandler và Jordan đã gặp Jackson và Anthony Pellicano, thám tử tư của Jackson, và Chandler để đọc thư của Abrams. Sau đó ông mở các cuộc đàm phán để giải quyết vấn đề trên bằng tiền. Ngày 16 tháng 8, ba ngày sau khi Chandler và Rothman đã từ chối một lời đề nghị giải quyết trị giá 300.000 đô từ phía Jackson, luật sư của June thông báo Rothman rằng ông sẽ nộp toàn bộ giấy tờ kháng cáo vào buổi sáng tiếp theo để buộc Jordan trở lại với Chandler sau khi ông ta cho phép Jordan tham gia lượt biểu diễn tại châu Á trong tour diễn của Jackson, Dangerous World Tour.
Vào ngày Jackson bắt đầu chặng thứ ba thuộc chuyến lưu diễn của mình, tin tức về các cáo buộc nổ ra trên các phương tiện truyền thông toàn thế giới. Jackson cuối cùng cũng phải hủy bỏ phần còn lại của tour diễn do các vấn đề liên quan đến sức khỏe phát sinh từ vụ bê bối. Trong tháng 1 năm 1994, Jackson đã đạt được thỏa thuận tài chính với Chandler để giải quyết vấn đề này và vụ việc đã khép lại do thiếu bằng chứng. Năm tháng sau cái chết của Jackson, Evan Chandler đã tự sát vào ngày 5 tháng 11 năm 2009, trong căn hộ của mình ở Jersey City, New Jersey.